# Pilea baurii
Pilea baurii är en nässelväxtart som beskrevs av Robinson. Pilea baurii ingår i släktet pileor, och familjen nässelväxter. Inga underarter finns listade i Catalogue of Life.